# 시락항
시락항은 경상남도 창원시 마산합포구 진전면 시락리에 있는 어항이다. 1972년 2월 23일 지방어항으로 지정하여 관리하고 있다. 시설관리자는 창원시장이다.

## 어항 시설
- 방파제 135m, 물양장 60m

## 주요 어종
- 잡어